# Vultureni (Cluj)
Vultureni (in ungherese Borsaújfalu) è un comune della Romania di 1425 abitanti, ubicato nel distretto di Cluj, nella regione storica della Transilvania.
Il comune è formato dall'unione di 6 villaggi: Băbuțiu, Bădești, Chidea, Făureni, Șoimeni, Vultureni.
Dal 2008 è parte integrante della Zona metropolitana di Cluj Napoca.

## Storia
Recenti scoperte archeologiche attestano la presenza umana nella zona fin dal Neolitico. Dal IX secolo si registra la presenza di popolazioni ungheresi, mentre i villaggi che compongono ora il comune sono nominati in documenti del XIV secolo.